# Shibaraku
Shibaraku (暫, しばらく) fait partie des pièces les plus populaires du répertoire kabuki et l'une des plus fameuses Kabuki Jūhachiban (« Dix-huit meilleures pièces kabuki »). Le costume et le maquillage (kumadori) spectaculairement flamboyants utilisés dans cette scène sont célèbres et largement associés avec le kabuki en général par l'Occidental non averti.

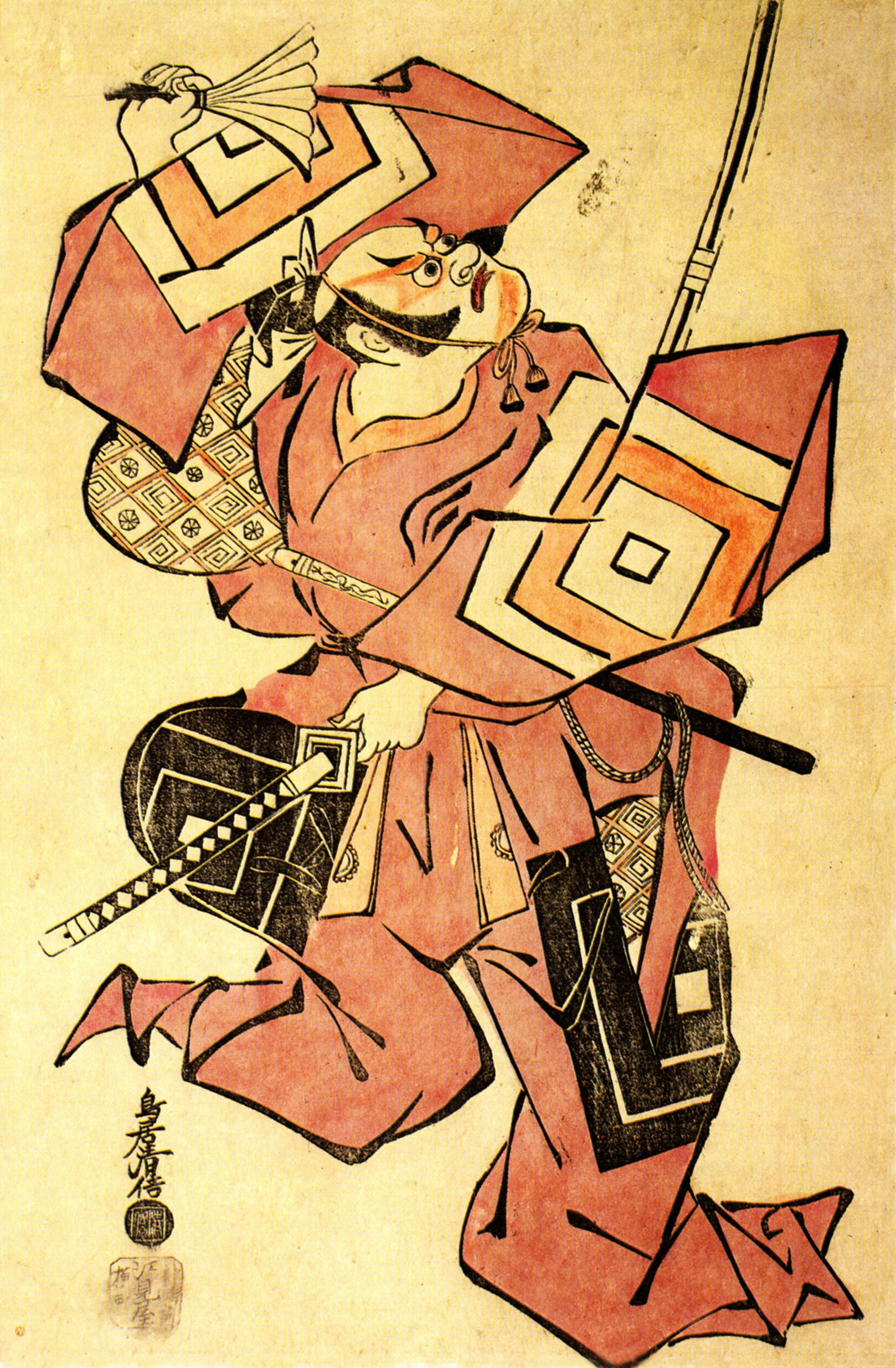
Ichikawa Danjuro II dans le rôle principal de Shibaraku, estampe de Torii Kiyomasu.

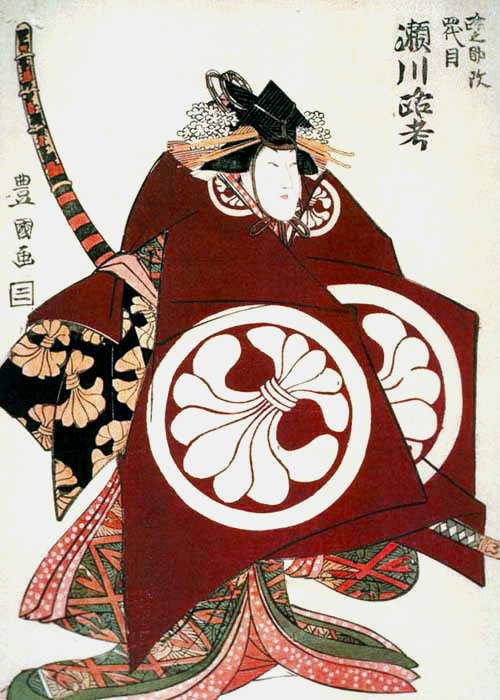
Roko Segawa IV dans le rôle de Tomoe-gozen de la parodie Onna Shibaraku de novembre 1800, estampe d'Utagawa Toyokuni.

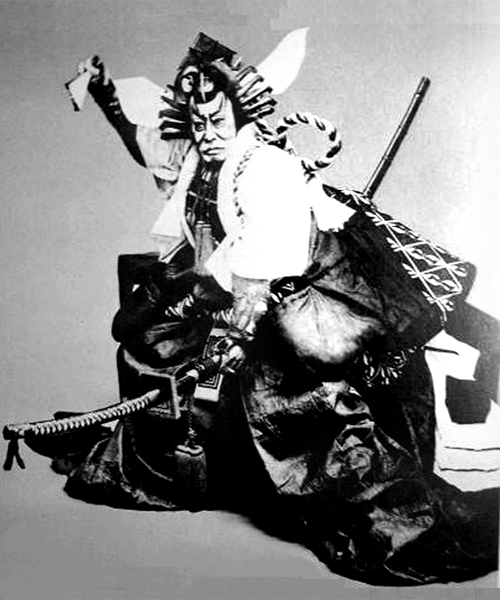
Danjuro Ichikawa IX dans le rôle de Kamakura Gongoro Kagemasa dans une représentation de novembre 1895

Représentée pour la première fois par Ichikawa Danjūrō I en 1697 au Nakamura-za, la pièce est très populaire et commence rapidement à être incluse dans les célébrations annuelles kaomise de chaque théâtre à Edo. Pendant un certain temps, le rôle principal varie souvent selon les caprices du théâtre et de la troupe. La pièce est « normalisée » au début du XIXe siècle par Danjūrō VII et de nouveau retravaillée par Danjūrō IX à la fin de ce même siècle. C'est cette dernière version qui est représentée depuis.
Scène d'une durée d'environ 50 minutes, Shibaraku n'est pas une pièce à part entière à proprement parler mais une courte pièce insérée au cours des intermèdes ou entre pièces complètes pour offrir de la variété et maintenir un certain niveau d'énergie et d'intérêt de la part de l'auditoire. L'intrigue s'articule autour de la figure de Kamakura Gongorō Kagemasa, devenu le héros emphatique stéréotypé de la scène kabuki, avec son maquillage rayé rouge et blanc et de forts et énergiques mouvements. Le Kamakura Kagemasa historique est célèbre pour sa bravoure pour avoir continué à se battre après avoir perdu un œil lors d'une bataille de la guerre de Gosannen (1083-1087).
Le moment culminant de cette brève œuvre a lieu lorsqu'un beau samouraï est agressé par un certain nombre de bandits. Kagemasa crie Shibaraku! (« Arrêtez ! ») derrière un rideau (agamaku) puis descend sur le hanamichi (plate-forme surélevée qui s'étend du public jusqu'à la scène) dans un magnifique costume et portant un superbe maquillage. Arrivé sur scène, il s'assied sur un tabouret (aibiki) et, dans une sorte de monologue spécial appelé tsurane, raconte son histoire. Il repousse alors les méchants et tandis que tombe le rideau, salue le public debout sur le hanamichi, non pas en tant que héros mais comme acteur. La pièce est dérivée d'un incident réel impliquant Danjūrō I. Lors d'une représentation, alors que ses collègues acteurs avaient refusé de lui donner le signal pour faire son entrée, Danjūrō de façon spectaculaire a crié Shibaraku! et s'avançant sur le hanamichi, a fait son entrée.
Vers 1746, paraît une parodie intitulée Onna Shibaraku, qui suit le même argument mais avec un rôle féminin à la place du héros. Cette pièce a également été « normalisée » et suit maintenant la forme établie par Nakamura Shikan V en 1901. L'idée de parodie est au cœur des origines et de la nature même du kabuki. Cet arrangement permet aussi aux onnagata, acteurs spécialisés dans les rôles féminins, de participer à la plus populaire des histoires archétypales dramatiques.

## Source de la traduction
- (en) Cet article est partiellement ou en totalité issu de l’article de Wikipédia en anglais intitulé « Shibaraku » (voir la liste des auteurs).